# 칙제사
칙제사(勅祭社, 초쿠사이샤)는 황실 사신 칙사(勅使)가 제사를 지내는 신사, 즉 초쿠시 산코노 진자(勅使参向の神社)이다. 다음 표는 칙제사로 지정된 16개의 신사를 보여준다.
| 이름                              | 이름                                 | 위치                 |
| --------------------------------- | ------------------------------------ | -------------------- |
| 가모 신사 (賀茂神社)              | 가모와케이카즈치 신사 (賀茂別雷神社) | 기타구, 교토시       |
| 가모 신사 (賀茂神社)              | 가모미오야 신사 (賀茂御祖神社)       | 사쿄구, 교토시       |
| 이와시미즈 하치만궁(石清水八幡宮) | 이와시미즈 하치만궁(石清水八幡宮)    | 야와타시, 교토시     |
| 가스가타이샤(春日大社)            | 가스가타이샤(春日大社)               | 나라시, 나라현       |
| 아쓰타 신궁(熱田神宮)             | 아쓰타 신궁(熱田神宮)                | 아쓰타구, 나고야시   |
| 이즈모 대사(出雲大社)             | 이즈모 대사(出雲大社)                | 이즈모시, 시마네현   |
| 히카와 신사(氷川神社)             | 히카와 신사(氷川神社)                | 오미야구, 사이타마현 |
| 가시마 신궁(鹿島神宮)             | 가시마 신궁(鹿島神宮)                | 가시마시, 이바라키현 |
| 가토리 신궁 (香取神宮)            | 가토리 신궁 (香取神宮)               | 가토리시, 지바현     |
| 가시하라 신궁(橿原神宮)           | 가시하라 신궁(橿原神宮)              | 가시하라시, 나라현   |
| 오미 신궁 (近江神宮)              | 오미 신궁 (近江神宮)                 | 오쓰시, 시가현       |
| 헤이안 신궁(平安神宮)             | 헤이안 신궁(平安神宮)                | 사쿄구, 교토시       |
| 메이지 신궁(明治神宮)             | 메이지 신궁(明治神宮)                | 시부야구, 도쿄도     |
| 야스쿠니 신사(靖国神社)           | 야스쿠니 신사(靖国神社)              | 지요다구, 도쿄도     |
| 우사 신궁(宇佐神宮)               | 우사 신궁(宇佐神宮)                  | 우사시, 오이타현     |
| 가시이궁 (香椎宮)                 | 가시이궁 (香椎宮)                    | 히가시구, 후쿠오카시 |